# Steve Dennis Grogan

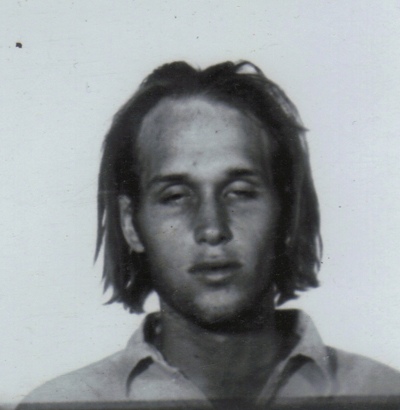
Steve Dennis Grogan (um 1970)

Steve Dennis Grogan (* 24. Mai 1952) ist ein US-amerikanischer Mörder. Er war Mitglied der rassistischen Manson Family und wurde auch Clem genannt.

## Leben
Steve Dennis Grogan, der musikalisches Talent besitzt, verließ früh die Highschool und begann eine Karriere als Kleinkrimineller. In der Nähe der Spahn Movie Ranch wohnend, schloss er sich schnell der dort beheimateten Manson Family an. Wie Charles Manson war er mit Dennis Wilson von den Beach Boys befreundet. Er galt in seinem Bekanntenkreis als „zurückgeblieben“. Al Springer von der Rockergang „Straight Satans“ bezeichnete „Clem“ bei seinem polizeilichen Verhör am 12. November 1969 als einen „Idioten, der alles, was Manson sagte, wie ein Papagei nachplapperte“.
Im Frühjahr 1969 wurde er zu 90 Tagen Beobachtung in das Camarillo State Mental Hospital (psychiatrische Klinik) eingewiesen, da er einer Gruppe von Schulkindern sein Geschlechtsteil gezeigt hatte. Zwei Tage später tauchte er aber, nach erfolgreicher Flucht, wieder auf der Ranch auf.

### Grogans Beteiligung anFamily-Verbrechen
In der Nacht des 10. August 1969, einen Tag nach den Tate-Morden, wurden Charles Watson, Patricia Krenwinkel und Leslie Van Houten von Charles Manson in die Villa von Leno und Rosemary LaBianca geschickt und begingen dort den Doppelmord an dem Ehepaar.
Manson fuhr währenddessen mit Susan Atkins, Linda Kasabian und Grogan nach Venice Beach, nahe Malibu. Hier beorderte Manson Grogan, Atkins und Kasabian in ein Haus, um den libanesischen Schauspieler Saladin Nader zu töten, den Kasabian wenige Tage zuvor am Strand kennengelernt hatte.
Kasabian, die in der Nacht zuvor die grausamen Morde an Abigail Folger und Wojciech Frykowski im Garten der Tate-Villa mit angesehen hatte, wollte weitere Morde verhindern und klingelte laut späterer eigener Aussage absichtlich an der falschen Tür. Daraufhin wurde dieser Mordplan nicht ausgeführt. Wenige Tage später tötete der siebzehnjährige Steve Grogan gemeinsam mit Manson, Watson und Bruce Davis einen Angestellten der Spahn-Ranch, den Stuntman Donald Shea.

### Mordprozess und Resozialisierung
Obwohl die Leiche Sheas noch nicht gefunden worden war, wurden mehrere Mitglieder der Manson Family, darunter auch Grogan, wegen Mordes angeklagt.
Die Staatsanwaltschaft beantragte lebenslange Freiheitsstrafen für Manson und Davis, Haupttäter Steve Dennis Grogan aber sollte zum Tode verurteilt werden.
Am 23. Dezember 1971 stellte Richter James Kolts in der Urteilsbegründung fest, dass Grogan viel zu dumm sei und zur Tatzeit zu viele Drogen konsumiert hatte, um selbstständig entscheiden zu können. In Wirklichkeit sei es Manson gewesen, der entschieden habe, wer leben durfte oder zu sterben hatte. Er wandelte daher die beantragte Todesstrafe in eine lebenslange Haftstrafe um.
Später unterstützte Grogan im Rahmen seiner Resozialisierungsbemühungen die Ermittlungsbehörden und zeigte 1977 auf einer Landkarte den Ermittlern den Ort, wo Sheas Leiche begraben worden war. Der Gefängnisleiter nahm ihn daraufhin in ein Resozialisierungsprogramm für straffällige Jugendliche auf. Konsequent wurde Grogan von Manson ferngehalten, der in der gleichen Anstalt einsaß.
1985 wurde er auf Bewährung aus dem Gefängnis entlassen. Damit ist er das einzige Family-Mitglied, das wegen Mordes verurteilt und begnadigt wurde (Stand: Juli 2023). Grogan arbeitete 1986 in der Nähe von San Francisco als Maler und Lackierer und ist (Stand 2020) nicht wieder kriminell in Erscheinung getreten.